# Angelika Kraus
Angelika Kraus (n. 9 mai 1950, Celle, Republica Federală Germania, Germania) este o înotătoare germană, medaliată olimpică. A participat la 2 ediții ale Jocurilor Olimpice (1968, 1972) în care a câștigat o medalie de bronz.